# Assunta Marchetti
Maria Assunta Caterina Marchetti (ur. 15 sierpnia 1871 w Lombrici di Camaiore w Toskanii, zm. 1 lipca 1948 w São Paulo) – włoska błogosławiona Kościoła katolickiego, misjonarka w Brazylii i współzałożycielka Zgromadzenia Sióstr Misjonarek od św. Karola (skalabrynianek).

## Życiorys
Maria Assunta Caterina Marchetti pochodziła z wielodzietnej katolickiej rodziny, jej rodzicami byli Angelo Marchetti i Carola Ghilarducci. Choroba matki i przedwczesna śmierć ojca uniemożliwiły jej spełnienie powołania do życia w zakonie. Jej brat Giuseppe był duchownym i kapelanem na okręcie przewożącym włoskich emigrantów do Ameryki Południowej. Na jego prośbę zgodziła się wyjechać na misję do Brazylii, której celem była pomoc i opieka dla sierot włoskich imigrantów. 25 października 1895 przy pomocy św. Jana Chrzciciela Scalabriniego powołała wspólnotę zakonną Służebnic Sierot i Porzuconych i złożyła śluby zakonne. Razem z matką i dwoma towarzyszkami wyruszyła w podróż statkiem z Genui do Brazylii, wraz z nimi niedaleko São Paulo otworzyła sierociniec im. Krzysztofa Kolumba. Podczas odwiedzin u chorego doznała poważnej kontuzji kolana na skutek upadku. Zmarła w wieku 76 lat.
24 stycznia 1987 papież Jan Paweł II uznał ją za służebnicę Bożą, a następnie 19 grudnia 2011 roku papież Benedykt XVI ogłosił ją czcigodną służebnicą bożą. 9 października 2013 roku papież Franciszek wydał dekret, w którym uznał za prawdziwy cud ze wstawiennictwa Marchetti. Została beatyfikowana 25 października 2014 roku przez działającego w imieniu papieża Franciszka kardynała Angela Amato, prefekta Kongregacji Spraw Kanonizacyjnych.